# برپا خیز
برپا خیز یکی از سرودهای انقلابی معروف دورهٔ انقلاب ۱۳۵۷ ایران است که قبل از انقلاب توسط کنفدراسیون جهانی محصلین و دانشجویان ایرانی-اتحادیه ملی اجرا شد. این سرود در سال ۱۳۵۷ دوباره اجرا شد و به محبوبیت زیادی دست یافت. آهنگ این سرود از سرود شیلیایی معروف «خلق متحد» اقتباس شده و شعر آن از علی ندیمی است. این سرود مدّتی از رادیو و تلویزیون ایران پخش می‌شد ولی پس از چندی، به دلیل حال و هوای کمونیستی آن، دیگر از رادیو و تلویزیون ایران پخش نشد.
این سرود در دهه فجر ۱۴۰۱ پس از سال‌ها با همان ترانهٔ اصلی دوباره از صدا و سیما پخش شد.
این سرود در سال ۱۳۹۵ توسط گروه سرود محراب تهران با همکاری خانه موسیقی بسیج و بسیج سازمان صدا و سیما جمهوری اسلامی ایران بازسازی و با محتوایی متفاوت با نسخهٔ اصلی، از صدا و سیما پخش شد.
همچنین این سرود طی خیزش ۱۴۰۱ ایران توسط جمعی از دانشجویان دانشکده موسیقی دانشگاه هنر تهران، متناسب با شعار زن، زندگی، آزادی بازنویسی و در تاریخ ۷ آبان ۱۴۰۱ در ساختمان اصلی دانشکده موسیقی بازخوانی شد.
سرود خلق متحد (مردم متحد هرگز شکست نخواهند خورد :El pueblo unido jamás será vencido) در سال ۱۹۷۳ توسط آهنگ‌ساز شیلیایی، سرخیو اورتگا ساخته شد. این سرود که به سرعت میان مردم شیلی مشهور شد، اندکی بعد و پس از وقوع کودتای آگوستو پینوشه در شیلی ممنوع گشت.

## متن سرود
| برپاخیز از جا کن بنای کاخِ دشمن     |  |                                 |
| برپاخیز از جا کن بنای کاخِ دشمن     |  |                                 |
| برپاخیز از جا کن بنای کاخِ دشمن     |  |                                 |
| چو در جهان قیودِ بندگی              |  | اگر فتد به پای مردمی            |
| به دستِ توست به رأی مشتِ توست        |  | رهاییِ جهان ز طوقِ جور و ظلم      |
| به پا کنیم قیامِ مردمی              |  | رها شویم ز قیدِ بندگی            |
| چو در جهان قیودِ بندگی              |  | اگر فتد به پای مردمی            |
| به دستِ توست به رأیِ مشتِ توست        |  | رهاییِ جهان ز طوقِ جور و ظلم      |
| به پا کنیم قیامِ مردمی              |  | رها شویم ز قیدِ بندگی            |
| هم‌پاییم، هم‌راهیم، هم‌رزمیم، هم‌سازیم |  |                                 |
| جان بر کف برخیزیم، برخیزیم پیروزیم |  |                                 |
| برپاخیز از جا کن بنای کاخِ دشمن     |  |                                 |
| برپاخیز از جا کن بنای کاخِ دشمن     |  |                                 |
| به هر کجا نشان ز ثروت است          |  | ز حاصلِ تلاشِ کارگر است           |
| زمین غنی ز رنجِ برزگر               |  | ز همّتش شود ز دانه خرمنی         |
| به پا کنیم قیامِ مردمی              |  | رها شویم ز قیدِ بندگی            |
| اگر شود صدای ما یکی                |  | ز خشمِ خود شرر به پا کنیم        |
| بنای صلحِ جاوِدان نهیم               |  | به پای خلق، چو جانِ خود فدا کنیم |
| به پا شود قیامِ مردمی               |  | رها شویم ز قیدِ بندگی            |
| هم‌پاییم، هم‌راهیم، هم‌رزمیم، هم‌سازیم |  |                                 |
| جان بر کف برخیزیم، برخیزیم پیروزیم |  |                                 |
| برپاخیز از جا کن بنای کاخِ دشمن     |  |                                 |
| برپاخیز از جا کن بنای کاخِ دشمن     |  |                                 |
| برپاخیز از جا کن بنای کاخِ دشمن     |  |                                 |
| برپاخیز از جا کن بنای کاخِ دشمن     |  |                                 |
| برپاخیز از جا کن بنای کاخِ دشمن     |  |                                 |
| برپاخیز…                           |  |                                 |

## متن سرود گروه محراب
سرود برپا خیز از گروه سرود محراب. شاعر: نیلوفر شادمهری
| تو را یل قبیله زاده‌اند           |  | به دوشت این علم نهاده‌اند     |
| به دست توست سپاه شب اسیر         |  | اراده کن نفس ز خار و خس بگیر |
| اگر علم کنون به دوش توست         |  | نوید حق به یک خروش توست      |
| تو را یل قبیله زاده‌اند           |  | به دوشت این علم نهاده‌اند     |
| به دست توست سپاه شب اسیر         |  | اراده کن نفس ز خار و خس بگیر |
| اگر علم کنون به دوش توست         |  | نوید حق به یک خروش توست      |
| راهی شو ره روشن عزمت چون کوه‌آهن  |  |                              |
| جاری شو تا رعدت آتش زند به خرمن  |  |                              |
| برپاخیز از جا کن بنای کاخ دشمن   |  |                              |
| برپاخیز از جا کن بنای کاخ دشمن   |  |                              |
| تو وارث فتوح خیبری               |  | برون شو از قیام حیدری        |
| به تیغ خود به رهروان زدی         |  | ز جا بکن سرای هر ستمگری      |
| قدم بنه چنان پیمبری              |  | که بشکند بتان دیگری          |
| شبی پر از نشانه می‌رسد            |  | صدای جاودانه می‌رسد           |
| نوید حق به حق عیان شود           |  | زمین پر از صدای آسمان شود    |
| طلایه‌دار این سحر تویی            |  | بر این نشانه مفتخر تویی      |
| راهی شو ره روشن عزمت چون کوه آهن |  |                              |
| جاری شو تا رعدت آتش زند به خرمن  |  |                              |
| برپاخیز از جا کن بنای کاخ دشمن   |  |                              |
| برپاخیز از جا کن بنای کاخ دشمن   |  |                              |
| برپاخیز از جا کن بنای کاخ دشمن   |  |                              |
| برپاخیز از جا کن بنای کاخ دشمن   |  |                              |

## متن سرود زن، زندگی، آزادی
سرود «برپاخیز برای زن، زندگی، آزادی» بر اساس سرود برپا خیز توسط دانشجویان دانشکده موسیقی دانشگاه هنر تهران خوانده شده است.
| برپاخیز برای زن، زندگی، آزادی |  |                               |
| برپاخیز برای زن، زندگی، آزادی |  |                               |
| برپاخیز برای زن، زندگی، آزادی |  |                               |
| به نامِ زن، به نامِ زندگی       |  | رها شویم ز طوقِ بندگی          |
| شبِ سیاهِ ما سحر شود            |  | تمامِ تازیانه‌ها تبر شود        |
| که با جوانه‌ها صدا شویم        |  | من و تو و دگر دوباره ما شویم  |
| قسم به خونِ پاک لاله‌ها         |  | به انقلابِ اشک و بوسه‌ها        |
| در این گذارِ رنجِ بی‌امان        |  | ز جان، ز تن، وطن مرا بخوان    |
| که با خروشِ بانگِ سرخِ نامِ تو    |  | جهان بلرزد از قیامِ تو         |
| به نام زن، به نامِ زندگی       |  | دریده شد، لباسِ بردگی          |
| شبِ سیاهِ ما سحر شود            |  | تمامِ تازیانه‌ها تبر شود        |
| که با جوانه‌ها صدا شویم        |  | من و تو و دگر، دوباره ما شویم |
| برپاخیز برای زن، زندگی، آزادی |  |                               |
| برپاخیز برای زن، زندگی، آزادی |  |                               |
| برپاخیز برای زن، زندگی، آزادی |  |                               |